# Lutz Niemann (General)
Lutz Erich Niemann (* 8. März 1957 in Wolfenbüttel) ist ein ehemaliger Brigadegeneral des Heeres der Bundeswehr, zuletzt Kommandeur Pionierschule und General der Pioniertruppe.

## Militärische Laufbahn

### Ausbildung und erste Verwendungen
Lutz Erich Niemann trat am 1. Juli 1975 nach seinem Abitur in den Dienst der Bundeswehr bei der 4. Kompanie des schweren Pionierbataillons 210 in München. Am 1. April 1977 nahm er ein Studium der Pädagogik an der Universität der Bundeswehr München in Neubiberg auf, am 1. Oktober des gleichen Jahres wurde er zum Leutnant ernannt. Er beendete sein Studium erfolgreich als Diplom-Pädagoge im Dezember 1979.
Nach Beendigung der akademischen Ausbildung wurde Niemann am 1. Januar 1980 zum Gebirgspionierbataillon 8 nach Brannenburg versetzt, wo er verschiedene Verwendungen bekleidete, unter anderem als Kompaniechef. Während seiner Zeit in Brannenburg wurde er am 9. April 1980 zum Oberleutnant und am 4. Oktober 1984 zum Hauptmann befördert. Am 1. Oktober 1986 wurde er wieder nach München versetzt und wurde hauptamtlicher Jugendoffizier beim Wehrbereichskommando VI.

### Generalstabsausbildung und Dienst als Stabsoffizier
Vom 23. September 1988 bis 26. September 1990 absolvierte Niemann den 31. Generalstabslehrgang an der Führungsakademie der Bundeswehr in Hamburg. Nach diesem Lehrgang wurde er als persönlicher Stabsoffizier des Stabsabteilungsleiters I (Innere Führung, Personal, Ausbildung) nach Bonn zum Führungsstab der Streitkräfte versetzt. Wenige Tage nach Übernahme des Dienstpostens, am 1. Oktober 1990, wurde Niemann zum Major ernannt. Bereits zwei Jahre später wechselte er als G3-Stabsoffizier zum deutschen Anteil des Supreme Headquarters Allied Powers Europe (SHAPE) der NATO in Mons in Belgien. Während dieser Zeit wurde Niemann am 1. Oktober 1993 zum Oberstleutnant befördert. Am 10. Oktober 1994 kehrte er nach Deutschland zurück und wurde, ebenfalls als G3-Stabsoffizier, zur Panzergrenadierbrigade 19 in Ahlen/Westfalen versetzt. Daran schloss sich am 1. Oktober 1996 eine weitere Verwendung als G3-Stabsoffizier an, diesmal jedoch beim Heeresamt in Köln.
Nach diesen Stabsverwendungen erhielt Niemann ein Truppenkommando und übernahm am 24. November 1997 als Kommandeur das schwere Pionierbataillon 140 in Emmerich am Rhein. Im Anschluss daran kehrte er am 3. Mai 2000 auf die Bonner Hardthöhe zurück und wurde beim Führungsstab der Streitkräfte in der Stabsabteilung V (Einsatz Bundeswehr), dem heutigen Einsatzführungsstab, im Referat 3 erneut als G3-Stabsoffizier eingesetzt. Am 1. April 2003 übernahm er den Dienstposten des Abteilungsleiters Personal (J1) beim Einsatzführungskommando der Bundeswehr in Potsdam.
Nach nur fünf Monaten wurde Niemann jedoch am 1. September 2003 erneut versetzt und übernahm von Erhard Bühler den Posten des Adjutanten des Bundesministers der Verteidigung. In dieser Position diente er zuerst unter Peter Struck (SPD) und schließlich unter Franz Josef Jung (CDU). Verbunden mit dieser Versetzung war die Ernennung zum Oberst. Bis 2006 war Niemann Teil des Leitungskollegiums im Ministerium zusammen mit dem Minister, den beamteten und parlamentarischen Staatssekretären, dem Generalinspekteur der Bundeswehr, Wolfgang Schneiderhan, und war so an der Weiterentwicklung und Umsetzung des Transformationsprozesses der Bundeswehr von den Strukturen des Kalten Krieges hin zu einer "Armee im Einsatz" beteiligt. Den Posten des Adjutanten gab er im Februar 2006 an Peter Braunstein ab.

### Generalsverwendungen
Niemann selbst übernahm am 20. Februar 2006 sein zweites Truppenkommando, als er von Erhard Bühler die Panzerbrigade 12 in Amberg übernahm. In dieser Verwendung erfolgte am 1. Dezember 2006 die Ernennung zum Brigadegeneral. Am 16. Juli 2009 übergab Niemann schließlich das Kommando über die Brigade an seinen Nachfolger Michael Uhrig.
Niemann wurde daraufhin in Vorbereitung auf seine künftige Verwendung zur Sprachausbildung zum Heeresführungskommando versetzt. Am 21. September 2009 übernahm er in Straßburg unter dem Kommando von Hans-Lothar Domröse den Posten des Deputy Chief of Staff Training & Ressources beim Eurokorps. Vom 1. Januar 2013 bis zum 25. Januar 2016 war Niemann Chef des Stabes des Multinationalen Korps Nord-Ost.
Ab 7. April 2016 war Niemann Kommandeur Ausbildungszentrum Pioniere (seit 1. April 2021 wieder im traditionellen Namen: Pionierschule) und General der Pioniertruppe. Verbunden damit war auch die Wahrnehmung der Aufgaben Senior Joint Engineer Bundeswehr und Chairman Steering Committee Military Engineering Centre of Excellence der NATO. Sein Nachfolger wurde zum 28. September 2021 Brigadegeneral Uwe Alexander Becker.

### Beförderungen
| Jahr | Dienstgrad     |
| ---- | -------------- |
| 1975 | Eintritt       |
| 1977 | Leutnant       |
| 1980 | Oberleutnant   |
| 1984 | Hauptmann      |
| 1990 | Major          |
| 1993 | Oberstleutnant |
| 2003 | Oberst         |
| 2006 | Brigadegeneral |

## Auszeichnungen
| Ehrenkreuz der Bundeswehr in Gold                         |
| Einsatzmedaille der Bundeswehr in Bronze KFOR             |
| Einsatzmedaille der NATO KFOR                             |
| Chevalier de la Lègion d`Honneur (FRA)                    |
| Commandeur de l´Ordre de la Couronne (BEL)                |
| Grand Cruz del Merito Militar con distintivo blanco (ESP) |
| Medaille der polnischen Armee in Bronze (POL)             |

## Sonstiges
Niemann ist verheiratet und Vater zweier Kinder. In seiner Freizeit widmet er sich dem Ausdauersport, Skifahren sowie der Jagd.